# Free cooling

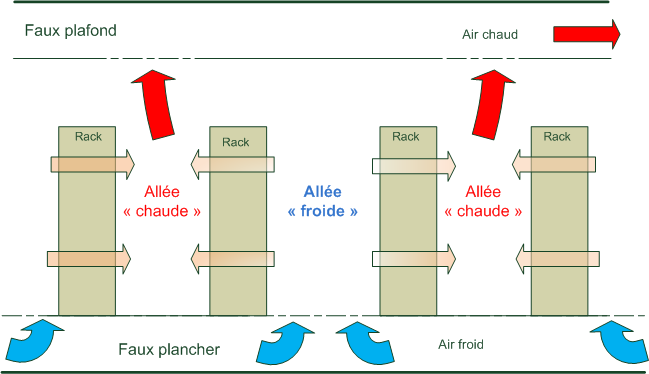
Schéma de principe de refroidissement d'un data center.

Le free cooling — locution anglophone signifiant littéralement rafraîchissement gratuit — est une méthode économique qui utilise la différence de température entre l'air en sortie des ordinateurs et la température de l'air extérieur afin d'aider au système de refroidissement à eau. Ce principe peut être utilisé pour l'industrie, les systèmes d'air conditionnés dans les centres de traitement de données économes en énergie.
Lorsque la température de l'air extérieur passe en dessous d'une température donnée, une vanne modulante dévie tout ou une partie de l'eau glacée qui ne passe alors plus dans le refroidisseur existant mais dans le système de free cooling. Celui-ci consomme moins d'énergie et utilise la basse température extérieure pour refroidir l'eau dans le système.
Ceci peut être réalisé en installant un jet d'air plus frais qui provient de l'extérieur en supplément du refroidisseur existant. Pendant l'utilisation, un processeur choisit entre le refroidisseur existant ou le système de free cooling, afin de faire des économies d'énergie. Ces économies peuvent aller jusqu'à 75 %, sans compromettre les exigences de refroidissement d'un centre de traitement de données.

## Sources
Il existe quatre principales sources d'énergie de refroidissement naturel : les eaux profondes de mer et de lac, les courants froids des hautes altitudes (montagne), les nuits ou journées fraîches, les souterrains.